# SpVgg Merzig
Die Spielvereinigung 1910 Merzig e. V. ist ein deutscher Fußballverein mit Sitz in der saarländischen Kreisstadt Merzig im Landkreis Merzig-Wadern.

## Geschichte

### Gründung bis Nachkriegszeit
Der Verein wurde im Jahr 1910 als Fußballclub Merzig gegründet. Zur Saison 1921/22 stieg die erste Mannschaft einmalig in die Abteilung II der Kreisliga Saar innerhalb der Süddeutschen Fußballmeisterschaft auf. Mit 7:21 Punkten ging es dann am Ende der Spielzeit über den siebten Platz jedoch direkt wieder nach unten. Irgendwann danach oder spätestens nach dem Ende des Zweiten Weltkriegs schloss sich der Verein mit einem anderen Fußballverein zur heutigen Spielvereinigung zusammen. Nach Wiederaufnahme des Spielbetriebs im Saarland, wurde der Verein zur Saison 1946/47 in die Gruppe West der drittklassigen Bewährungsklasse Saar eingeordnet. Mit 6:28 Punkten konnte der Verein hier dann auch knapp die Klasse noch halten. Aus der Liga wurde dann zur nächsten Saison die Ehrendivision  und die Spielvereinigung erreichte in ihrer Gruppe mit 27:9 Punkten diesmal den Aufstieg in die zweitklassige Ehrenliga. Die Spielzeit 1948/49 sollte hier dann jedoch nicht gerade erfolgreich laufen und mit 12:40 Punkten ging es als letzter der Tabelle sofort wieder in die dritte Liga zurück.

### Aufstieg in die Amateurliga
Zur Saison 1973/74 stieg der Verein dann noch einmal in die Amateurliga Saarland auf und konnte mit 28:32 Punkten über den achten Platz die Klasse dann auch locker halten. Nach einem zehnten Platz in der Folgesaison, sollte es am Ende der Spielzeit 1975/76 dann nicht mehr reichen und die Mannschaft musste mit 23:45 Punkten über den 17. Platz den Abstieg in die Bezirksliga antreten.

### Heutige Zeit
In der Saison 2003/04 spielt der Verein in der Kreisliga A Hochwald und schloss die Spielzeit mit 67 Punkten über den dritten Platz ab. Zur Saison 2010/11 schloss sich der Verein mit dem FC Besseringen zu einer Spielgemeinschaft zusammen. In dieser Konstellation schloss die Mannschaft mit 73 Punkten sofort auf dem zweiten Platz ab, welcher die Teilnahme an einem Entscheidungsspiel gegen den SV Gersweiler berechtigte. Dieses Spiel konnte dann in Gersweiler auch mit 2:5 gewonnen werden, am Ende stiegen dann jedoch trotzdem beide Vereine in die Bezirksliga Merzig-Wadern auf.
Zur Saison 2012/13 wurde die SG jedoch wieder aufgelöst und die Mannschaft stieg wieder in die Kreisliga A ab, hier gelang dann jedoch mit 80 Punkten sofort wieder die Meisterschaft und die Rückkehr in die Bezirksliga. Bereits nach der Spielzeit 2014/15 gelang dann wiederum hier mit 77 Punkten ein weiteres Mal die Meisterschaft, was den Aufstieg in die Landesliga Saarland bedeuten sollte. Diese Klasse konnte dann bis zur Saison 2016/17 gehalten werden. In der letzten Spielzeit hatte die Spielvereinigung unter starkem Spielermangel zu leiden, wodurch auch die zweite und dritte Mannschaft abgemeldet werden mussten. Zuvor stellte der bisherige Sponsor seine Zahlungen ein, womit die fast komplette erste Mannschaft den Verein verlassen sollte. In der Saison wurden schließlich alle 30 Spiele in der Landesliga verloren, am Ende stand ein Torverhältnis von 9:249 auf der Abschlusstabelle.
In der Bezirksliga sollte, der jungen Mannschaft ein ähnliches Schicksal bevorstehen. Diesmal gelang es aber zumindest fünf Punkte am Ende der Saison zu erzielen. Das Torverhältnis fiel mit 45:196 dann auch genügsamer aus. Am Ende stand aber natürlich trotzdem als abgeschlagener Tabellenletzte der Abstieg in die Kreisliga A an. Die Saison 2018/19 war somit nach langer Zeit wieder die erste in der untersten Klasse der Region. Erneut schloss die Mannschaft als letzter der Tabelle ab, diesmal gab es mit drei Punkten und einem Torverhältnis von 23:204 sogar ein noch schlechteres Ergebnis als noch in der Vorsaison. Da dies die unterste Spielklasse darstelle, folgte jedoch kein weiterer Abstieg. Somit spielt die Mannschaft auch noch bis heute in dieser Spielklasse.